# Distrikt Santa Rita de Siguas
Der Distrikt Santa Rita de Siguas liegt in der Provinz Arequipa in der Region Arequipa in Südwest-Peru. Der Distrikt wurde am 30. Dezember 1944 gegründet. Er besitzt eine Fläche von 425 km². Beim Zensus 2017 wurden 6962 Einwohner gezählt. Im Jahr 1993 lag die Einwohnerzahl bei 2716, im Jahr 2007 bei 4456. Die Distriktverwaltung befindet sich in der 1268 m hoch gelegenen Kleinstadt Santa Rita de Siguas mit 6742 Einwohnern (Stand 2017). Santa Rita de Siguas liegt 60 km westsüdwestlich der Provinz- und Regionshauptstadt Arequipa.

## Geographische Lage
Der Distrikt Santa Rita de Siguas liegt im äußersten Südwesten der Provinz Arequipa. Der Distrikt wird im Süden vom Río Vítor begrenzt. Die westliche Distriktgrenze verläuft nahe dem Río Siguas, ein rechter Nebenfluss des Río Vítor. Das Gebiet besteht aus Wüste. Es wird jedoch ein Teil des Areals mittels Bewässerung urbar gemacht und es entstehen größere Siedlungsgebiete.
Der Distrikt Santa Rita de Siguas grenzt im Westen an den Distrikt Quilca (Provinz Camaná), im Nordwesten an den Distrikt San Juan de Siguas, im Norden an den Distrikt Santa Isabel de Siguas sowie im Osten und im Süden an den Distrikt Vítor.